# Josef Gielen
Josef Gielen (* 20. Dezember 1890 in Köln; † 19. Oktober 1968 in Wien) war ein deutsch-österreichischer Schauspieler, Regisseur und Direktor des Wiener Burgtheaters, der 1939 nach Argentinien emigrierte.

## Leben
Josef Gielen, Sohn von Johann Gielen und seiner Frau Maria, geb. Kring, studierte an den Universitäten in Bonn und München Kunstgeschichte, Literatur- und Theaterwissenschaften. Er debütierte 1913 als Schauspieler in Königsberg (Preußen) und war anschließend am Landestheater Darmstadt engagiert.
Im Ersten Weltkrieg diente er als Soldat im Deutschen Heer. 1921 begann er auch als Regisseur zu arbeiten und wurde als Oberregisseur nach Dresden berufen. Hier war er von 1924 bis 1934 am Staatlichen Schauspielhaus und danach bis 1936 an der Staatsoper tätig, wo ihm Richard Strauss die Regie der Uraufführungen von Arabella (1933) und Die schweigsame Frau (1935) übertrug.
1936, als Gielen in Dresden von den Nazis denunziert worden war, nahm ihn Clemens Krauss für die Saison 1936/37 an die Staatsoper Berlin mit. Das Staatstheater Dresden unterstand Goebbels, die Berliner Staatsoper Göring, dessen Frau Emmy die Gielens von der Bühne her kannte und einen gewissen Schutz bieten konnte. 1937 verließen sie jedoch vorsichtshalber Nazi-Deutschland und gingen nach Wien, wo Gielen bis 1939 am Wiener Burgtheater wirkte. Gielen selbst war zwar nicht jüdischer Herkunft, aber mit einer jüdischen Frau verheiratet: Rosa (1891 Sambor – 1972 Wien; 1922 Heirat mit Josef Gielen), einer geborenen Steuermann und Schwester von Salka Viertel, dem Pianisten Eduard Steuermann und dem polnischen Fußballnationalspieler Zygmunt Steuermann. Der ihr als Jüdin seit dem „Anschluss“ Österreichs drohenden Gefahr entzog sich das Ehepaar durch die Emigration nach Südamerika. Ab 1939 arbeitete Gielen am Teatro Colón in Buenos Aires.
1948 kehrte er nach Wien zurück und war bis 1954 Direktor des Wiener Burgtheaters. Dessen Spielplan bereicherte er um moderne französische und amerikanische Stücke, so um Claudels Der seidene Schuh, Eliots Mord im Dom oder Millers Hexenjagd. Mit gefeierten Aufführungen von Was ihr wollt, Don Karlos (mit Werner Krauß und Oskar Werner) hielt er auch an der Tradition des Hauses fest.
Von 1957 bis 1960 war Gielen Oberspielleiter der Wiener Staatsoper und inszenierte daneben auch bei den Salzburger Festspielen die Opern Der Raub der Lukrezia (1950), Idomeneo (1951), Der Rosenkavalier (1953) und Ariadne auf Naxos (1954 und 1959) sowie an den Opernhäusern von Amsterdam, London, Paris, Mailand und Florenz.
Sein Sohn war der Dirigent und Komponist Michael Gielen.
Josef Gielens ehrenhalber gewidmetes Grab befindet sich bei der Feuerhalle Simmering (Urnengrab; Abt. 1, Ring 1, Gruppe 5, Nr. 8).

## Theater (Regie)
- 1929: Gerhard Menzel: Fern-Ost – (Sächsische Staatstheater Dresden – Schauspielhaus)
- 1932: Johann Wolfgang von Goethe: Götz von Berlichingen – (Sächsische Staatstheater Dresden – Schauspielhaus)

## Auszeichnungen
- 1955: Großes Ehrenzeichen für Verdienste um die Republik Österreich[2]
- 1961: Kainz-Medaille
- 1961: Ehrenmedaille der Bundeshauptstadt Wien in Silber